# Liga Sérvia de Basquetebol de 2022-23
A Temporada da Liga Sérvia de Basquetebol de 2022–23 (em sérvio:  2022–23 Košarkaška liga Srbije) foi a 17ª edição da competição de elite do basquetebol masculino da Sérvia. O Crvena Zvezda é o atual campeão somando 22 títulos desde a época da YUBA (liga iugoslava) e sete no atual formato.

## Participantes
| Clube                     | Localização       | Arena                     | Capacidade |
| ------------------------- | ----------------- | ------------------------- | ---------- |
| Borac Mozzart             | Čačak             | Borac Hall                | 2.000      |
| Crvena zvezda Meridianbet | Belgrado          | Aleksandar Nikolić Hall   | 5.878      |
| Čačak 94 Quantox          | Čačak             | Borac Hall                | 2.000      |
| Dunav                     | Stari Banovci     | Park Hall                 |            |
| Dynamic Balkan Bet        | Belgrado          | Dynamic Arena             | 500        |
| FMP Soccerbet             | Železnik          | Železnik Hall             | 3.000      |
| Kolubara LA 2003          | Lazarevac         | Nova hala sportova        | 500        |
| Mega MIS                  | Sremska Mitrovica | Pinki Hall                | 2.500      |
| Metalac                   | Valjevo           | Valjevo Sports Hall       | 1.500      |
| Mladost Maxbet            | Zemun             | Vizura Sports Center      | 1.500      |
| Novi Pazar                | Novi Pazar        | Pavilhão Esportivo Pendik | 1.600      |
| OKK Beograd               | Belgrado          | SC Šumice                 | 1.300      |
| Partizan Mozzart Bet      | Belgrado          | Aleksandar Nikolić Hall   | 5.878      |
| Sloboda Užice             | Užice             | Parque Veliki             | 2.200      |
| Sloga                     | Kraljevo          | Pavilhão Ribika           | 3 331      |
| Spartak Office Shoes      | Subotica          | Pavilhão Dudova Šuma      | 2 000      |
| Tamiš                     | Pančevo           | Strelište Sports Hall     | 1.100      |
| Vojvodina MTS             | Novi Sad          | SPC Vojvodina             | 7.022      |
| Vršac                     | Vršac             | Millennium Center         | 4.400      |
| Zdravlje Leskovac         | Leskovac          | SRC Dubočica              | 3.600      |
| Zlatibor Gold Gondola     | Čajetina          | WAI TAI - STC Zlatibor    | 712        |

|  | Equipes disputando a Primeira divisão da Liga Adriática |
|  | Equipes disputando a Segunda divisão da Liga Adriática  |

## Formato
A liga é disputada em duas fases distintas, sendo temporada regular com participação de dezesseis equipes, uma segunda fase onde os cinco melhores da temporada regular juntam-se aos cinco participantes da Liga Adriática (Crvena Zvezda, FMP, Partizan, Mega Basket e Borac Čačak) na Superliga.

## Temporada Regular

### Tabela de Classificação
| Pos. | Clube                 | J  | V  | D  | P  | PF    | PC    | Classificação    |
| ---- | --------------------- | -- | -- | -- | -- | ----- | ----- | ---------------- |
| 1    | Zlatibor Gold Gondola | 30 | 22 | 8  | 52 | 2544  | 2.338 | Superliga e ABA2 |
| 2    | Spartak Office Shoes  | 30 | 22 | 8  | 52 | 2623  | 2.435 | Superliga e ABA2 |
| 3    | Vojvodina MTS         | 30 | 22 | 8  | 52 | 2576  | 2.389 | Superliga        |
| 4    | Metalac               | 30 | 20 | 10 | 50 | 2560  | 2.367 | Superliga        |
| 5    | OKK Beograd           | 30 | 18 | 12 | 48 | 2575  | 2.429 | Superliga        |
| 6    | Dynamic Balkan Bet    | 30 | 18 | 12 | 48 | 2469  | 2.418 |                  |
| 7    | Tamiš                 | 30 | 15 | 15 | 45 | 2352  | 2.352 |                  |
| 8    | Vršac doo             | 30 | 14 | 16 | 44 | 2561  | 2.459 |                  |
| 9    | Mladost MaxBet        | 30 | 13 | 17 | 43 | 2509  | 2.628 |                  |
| 10   | Sloga                 | 30 | 13 | 17 | 42 | 2.377 | 2.628 |                  |
| 11   | Čačak 94 Quantox      | 30 | 12 | 18 | 42 | 2.388 | 2.628 |                  |
| 12   | Sloboda               | 30 | 12 | 18 | 42 | 2.335 | 2.401 |                  |
| 13   | Novi Pazar            | 30 | 11 | 19 | 41 | 2.386 | 2.531 |                  |
| 14   | Zdravlje Leskovac     | 30 | 10 | 20 | 40 | 2.353 | 2.421 |                  |
| 15   | Kolubara LA 2003      | 30 | 9  | 21 | 39 | 2.371 | 2.567 | Rebaixados       |
| 16   | Dunav                 | 30 | 9  | 21 | 39 | 2.286 | 2.626 | Rebaixados       |

### Partidas
Resultados extraídos de kls.rs/liga/kalendar>"Filtrar por temporada>2022/23.
| Casa\Visitante    | BEO    | CAC    | DUN    | DYN    | KOL    | MET    | MLA    | NOV    | SLO    | SLG   | SPA    | TAM   | VOJ     | VRS    | ZLA   | ZDR    |
| ----------------- | ------ | ------ | ------ | ------ | ------ | ------ | ------ | ------ | ------ | ----- | ------ | ----- | ------- | ------ | ----- | ------ |
| OKK Beograd       |        | 102-70 | 108-74 | 79-84  | 96-90  | 79-68  | 92-71  | 93-87  | 94-69  | 85-72 | 86-89  | 71-78 | 67-72   | 82-80  | 86-85 | 82-68  |
| Čačak             | 84-73  |        | 94-59  | 76-82  | 68-77  | 66-75  | 103-85 | 90-71  | 84-72  | 88-78 | 79-85  | 82-76 | 77-94   | 81-80  | 79-86 | 80-70  |
| Dunav             | 77-94  | 84-83  |        | 92-89  | 95-96  | 69-98  | 65-91  | 96-73  | 90-85  | 67-61 | 89-83  | 69-93 | 79-90   | 59-68  | 67-89 | 78-83  |
| Dynamic           | 77-85  | 88-85  | 78-80  |        | 80-54  | 83-103 | 91-85  | 100-66 | 78-83  | 92-86 | 83-78  | 86-88 | 70-82   | 86-79  | 81-84 | 69-66  |
| Kolubara          | 90-109 | 80-76  | 81-71  | 78-83  |        | 82-76  | 75-86  | 73-80  | 71-74  | 72-86 | 81-83  | 70-77 | 93-80   | 100-85 | 74-98 | 82-77  |
| Metalac           | 95-69  | 82-67  | 98-83  | 88-92  | 90-70  |        | 82-64  | 97-99  | 79-69  | 84-73 | 81-71  | 83-63 | 100-94  | 99-77  | 83-53 | 79-70  |
| Mladost           | 80-79  | 87-78  | 97-86  | 84-85  | 84-94  | 83-102 |        | 90-81  | 78-110 | 87-89 | 99-113 | 78-75 | 98-106  | 71-90  | 76-99 | 68-84  |
| Novi Pazar        | 79-88  | 78-85  | 103-68 | 71-69  | 91-84  | 62-72  | 81-85  |        | 78-83  | 88-77 | 64-66  | 85-78 | 87-92   | 78-100 | 69-79 | 85-81  |
| Sloboda           | 87-84  | 71-65  | 93-68  | 71-72  | 95-74  | 96-100 | 72-87  | 80-66  |        | 75-76 | 63-91  | 73-83 | 83-95   | 72-71  | 81-88 | 84-76  |
| Sloga             | 80-96  | 104-97 | 73-65  | 101-89 | 100-92 | 88-83  | 87-77  | 70-79  | 79-66  |       | 90-83  | 95-85 | 107-110 | 75-79  | 82-95 | 73-72  |
| Spartak           | 70-88  | 106-74 | 91-71  | 71-72  | 91-77  | 121-66 | 90-80  | 99-84  | 86-79  | 96-83 |        | 95-83 | 84-74   | 72-68  | 92-91 | 83-70  |
| Tamiš             | 99-77  | 63-75  | 85-87  | 78-73  | 77-74  | 85-94  | 99-81  | 63-83  | 66-76  | 20-0  | 92-94  |       | 60-80   | 98-89  | 79-87 | 95-91  |
| Vojvodina         | 87-84  | 88-73  | 100-84 | 96-77  | 83-54  | 91-83  | 67-80  | 98-78  | 86-79  | 79-80 | 86-90  | 83-68 |         | 75-91  | 73-81 | 74-56  |
| Vršac             | 95-79  | 89-92  | 110-88 | 72-78  | 102-79 | 86-82  | 81-93  | 113-72 | 80-65  | 77-71 | 99-77  | 72-79 | 73-80   |        | 81-92 | 104-87 |
| Zlatibor          | 81-71  | 88-71  | 73-59  | 74-87  | 77-64  | 91-74  | 87-92  | 88-92  | 81-71  | 83-78 | 79-74  | 75-79 | 86-80   | 98-77  |       | 98-79  |
| Zdravlje Leskovac | 91-97  | 87-66  | 66-67  | 74-77  | 97-90  | 71-64  | 85-92  | 74-73  | 75-58  | 83-73 | 86-90  | 74-88 | 77-81   | 96-93  | 87-78 |        |

## Superliga

### Grupo A
| Pos | Clube                 | J | V | D | P+  | P-  | Pts | Classificação        |     | C/V    | BEO   | FMP   | SPA    | ZLA |
| --- | --------------------- | - | - | - | --- | --- | --- | -------------------- | --- | ------ | ----- | ----- | ------ | --- |
| 1   | FMP Soccerbet         | 6 | 5 | 1 | 564 | 494 | 11  | Avança às Semifinais | BEO |        | 82-84 | 87-67 | 91-76  |     |
| 2   | OKK Beograd           | 6 | 4 | 2 | 550 | 474 | 10  |                      | FMP | 95-91  |       | 98-80 | 112-81 |     |
| 3   | Spartak               | 6 | 3 | 3 | 502 | 520 | 9   |                      | SPA | 80-101 | 82-78 |       | 103-81 |     |
| 4   | Zlatibor Gold Gondola | 6 | 0 | 6 | 463 | 591 | 6   |                      | ZLA | 72-98  | 78-97 | 75-90 |        |     |

### Grupo B
| Pos | Clube         | J | V | D | P+  | P-  | Pts | Classificação        |     | C/V   | BOR   | MEG    | MET   | VOJ |
| --- | ------------- | - | - | - | --- | --- | --- | -------------------- | --- | ----- | ----- | ------ | ----- | --- |
| 1   | Mega MIS      | 6 | 5 | 1 | 531 | 458 | 11  | Avança às Semifinais | BOR |       | 87-82 | 100-74 | 90-83 |     |
| 2   | Borac Mozzart | 6 | 4 | 2 | 411 | 412 | 10  |                      | MEG | 92-78 |       | 88-77  | 96-64 |     |
| 3   | Vojvodina MTS | 6 | 3 | 3 | 480 | 498 | 9   |                      | MET | 75-95 | 78-90 |        | 76-80 |     |
| 4   | Metalac       | 6 | 0 | 6 | 398 | 452 | 6   |                      | VOJ | 80-61 | 74-83 | 99-92  |       |     |

## Playoffs

### Semifinal
| Time 1   | Série | Time 2        | 1º Jogo | 2º Jogo | 3º Jogo |
| -------- | ----- | ------------- | ------- | ------- | ------- |
| Mega MIS | 0 - 2 | FMP Soccerbet | 72 - 75 | 96 - 70 | -       |

### Final
| Time 1                    | Série | Time 2        | 1º Jogo | 2º Jogo | 3º Jogo |
| ------------------------- | ----- | ------------- | ------- | ------- | ------- |
| Crvena zvezda Meridianbet | 2 - 0 | FMP Soccerbet | 94 - 70 | 82 - 72 | -       |

Após o término das finais da ABA Liga de 2021-22, onde ocorreram sérios episódios protagonizados por adeptos de Partizan e Crvena Zvezda, culminando com disponibilidade parcial de público e no temor pela integridade física dos atletas, a diretoria da equipe do KK Partizan optou por não participar das semifinais da KLS. A medida é um protesto contra "hooligans" segundo o próprio site do clube. Em tempo, a decisão do clube não foi bem recebida pela Federação Sérvia que classificou como "uma desagradável surpresa" e decepcionada com o desfecho.

## Campeões
| KLS 2022-23 Campeões     |
| ------------------------ |
| Crvena Zvezda 8 º Título |

## Clubes sérvios em competições internacionais
| Clube         | Competição              | Resultado                                                                               |
| ------------- | ----------------------- | --------------------------------------------------------------------------------------- |
| Crvena zvezda | EuroLiga                | Eliminado - como 10º colocado com 17 vitórias e 17 derrotas                             |
| Partizan      | EuroLiga                | Eliminado - nos Playoffs contra Real Madrid por 3-2 (89-87, 95-80, 80-82, 78-85, 94-98) |
| FMP Meridian  | Liga dos Campeões       | Eliminado - Fase classificatória para Bakken Bears (82-88)                              |
| FMP           | Liga Adriática          | Eliminado - nas Quartas de finais para Cedevita Olimpija (1 - 2; 77-87,102-96,79-97)    |
| Crvena zvezda | Liga Adriática          | Finalista                                                                               |
| Partizan      | Liga Adriática          | Campeão                                                                                 |
| Mega Bemax    | Liga Adriática          | Eliminado - nas Quartas de finais para Budućnost (0 - 2; 77-94,80-82)                   |
| Borac Čačak   | Liga Adriática          | Eliminado - disputou a repescagem contra o Helios Suns (2-1; 96-78,107-101,97-67)       |
| Vojvodina     | Liga Adriática (2ª div) |                                                                                         |
| Zlatibor      | Liga Adriática (2ª div) |                                                                                         |
| Mladost       | Liga Adriática (2ª div) |                                                                                         |

## Artigos relacionados
- Liga Iugoslava de Basquetebol
- Liga Adriática
- Seleção Sérvia de Basquetebol